# Eleanor (Virginia Occidental)
Eleanor es un pueblo ubicado en el condado de Putnam en el estado estadounidense de Virginia Occidental. En el Censo de 2010 tenía una población de 1518 habitantes y una densidad poblacional de 275,55 personas por km².

## Geografía
Eleanor se encuentra ubicado en las coordenadas 38°32′15″N 81°55′32″O / 38.53750, -81.92556. Según la Oficina del Censo de los Estados Unidos, Eleanor tiene una superficie total de 5.51 km², de la cual 5.5 km² corresponden a tierra firme y (0.24%) 0.01 km² es agua.

## Demografía
Según el censo de 2010, había 1518 personas residiendo en Eleanor. La densidad de población era de 275,55 hab./km². De los 1518 habitantes, Eleanor estaba compuesto por el 98.02% blancos, el 0.07% eran afroamericanos, el 0.26% eran amerindios, el 0.26% eran asiáticos, el 0% eran isleños del Pacífico, el 0.4% eran de otras razas y el 0.99% pertenecían a dos o más razas. Del total de la población el 0.92% eran hispanos o latinos de cualquier raza.